# Carl Clemens Bücker
Carl Clemens Bücker (* 11. Februar 1895 in Ehrenbreitstein; † 3. März 1976 in Mölln) war ein deutscher Pilot, Flugzeugkonstrukteur und Industrieller. Weltbekannt wurde er für seine in den 1930er Jahren entwickelten Kunst- und Schulflugzeuge Bü 131 und Bü 133.

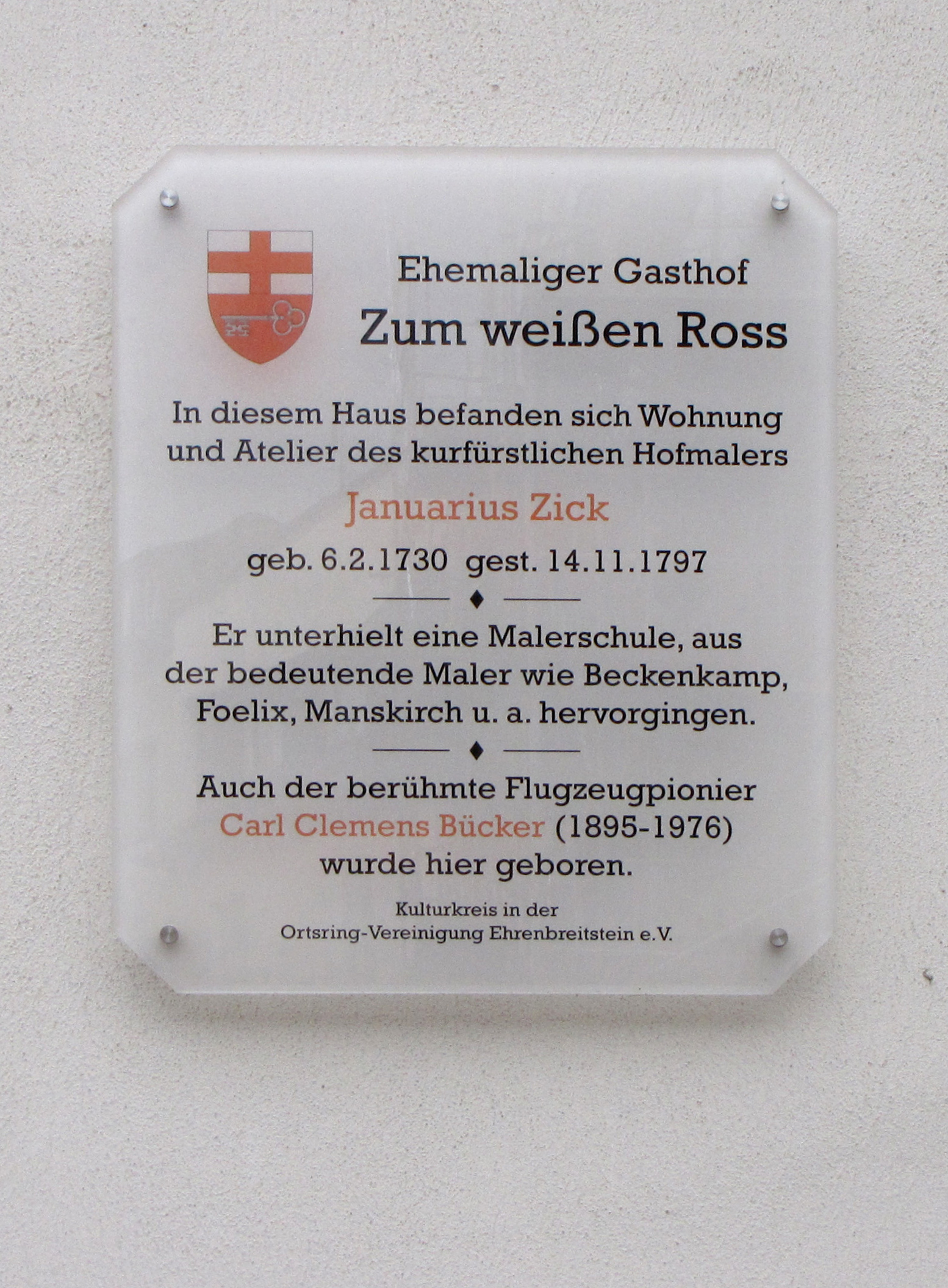
Plakette am Geburtshaus von Clemens Bücker

## Leben

### Jugend, Ausbildung und Berufstätigkeit
Carl Bücker wurde 1895 in Ehrenbreitstein geboren. Seine Eltern waren der Generalarzt Georg Bücker und dessen Frau Luise, geborene Ladner. Im Alter von zwölf Jahren begann seine Schulzeit in Münster, da sein Vater dorthin versetzt wurde. Nach der Rückkehr der Familie nach Koblenz besuchte er dort das Kaiserin-Augusta-Gymnasium. 1912 schloss er die Schule ab und wurde am 1. April Seekadett der Kaiserlichen Marine in Kiel. Als Leutnant zur See beendete er die Ausbildung und wurde Wachoffizier auf dem Linienschiff Kaiser Karl der Große.
1914 ließ er sich zum Seeflieger ausbilden und flog Einsätze von List (Sylt), Helgoland und Zeebrugge. Später wurde er zum Seefliegerversuchkommando in Warnemünde versetzt, wo er 1918 auf den Konstrukteur Ernst Heinkel traf. 1919 schied Bücker aus dem Militärdienst aus und versuchte sich eine kurze Zeit als Spediteur auf einem Ostseekutter.

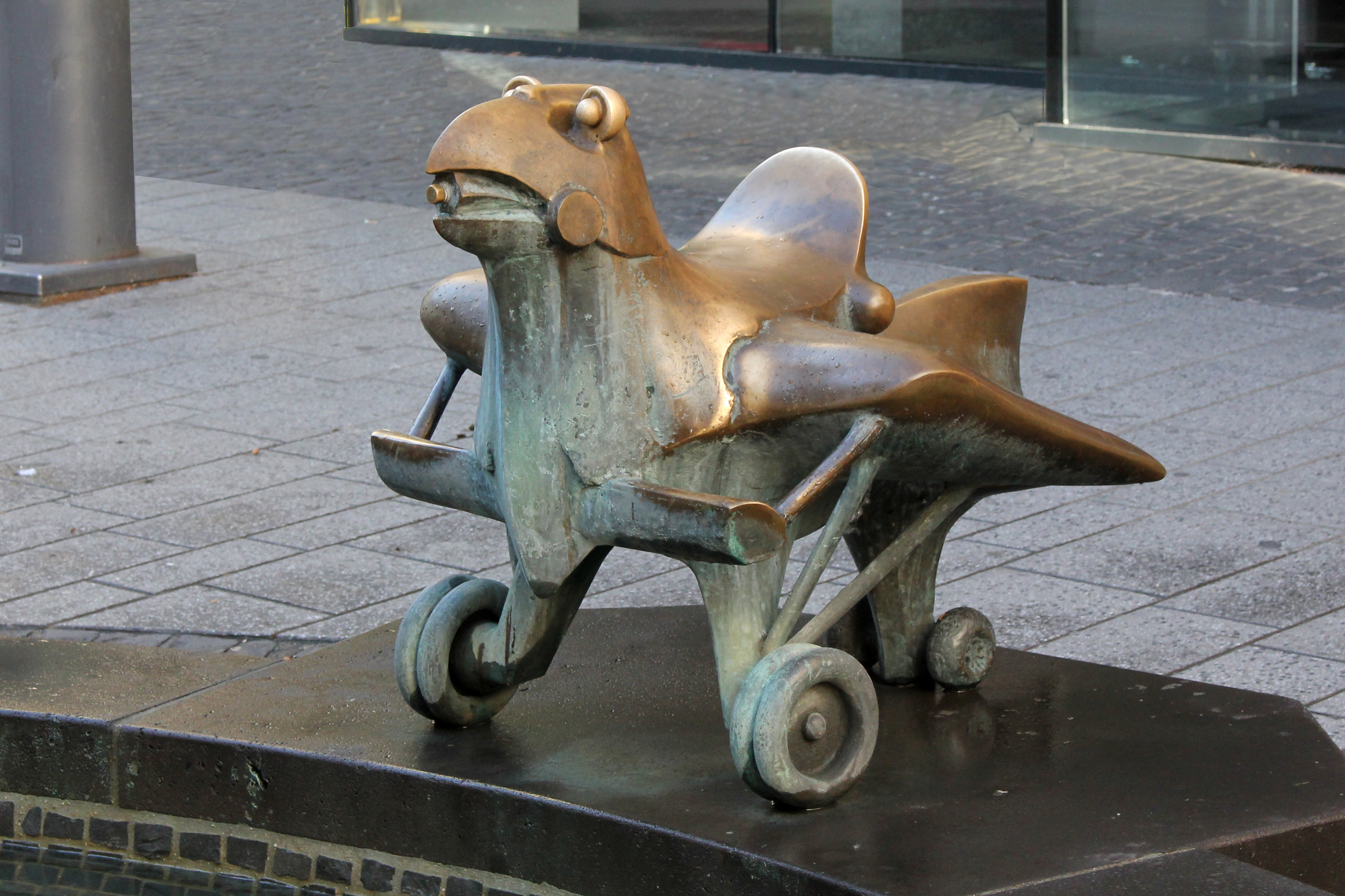
Allegorische Skulptur zur Erinnerung an Carl Clemens Bücker auf dem Rand des Erfinderbrunnens in Koblenz

### Pilot und Flugzeugbauer in Schweden
Um 1920 ging er nach Schweden und betätigte sich als Pilot, ab 1. April 1921 als Einflieger und Berater bei der schwedischen Marine. Ein Jahr später wurde er schwedischer Staatsbürger und gründete dank Ernst Heinkels Unterstützung in Lidingö bei Stockholm die Svenska Aero AB, die in den folgenden Jahren Lizenzmodelle von Heinkel für das schwedische Militär produzierte. 1927 konstruierte Bücker das Mehrzweckflugzeug Svenska Pirat, das Schulflugzeug Svenska Falken und schließlich das Jagdflugzeug Svenska Aero Jaktfalken, von dem 18 Stück gebaut wurden und teilweise bis 1941 im Dienst der schwedischen Luftwaffe standen.
Im Dezember 1932 musste Svenska Konkurs anmelden, Bücker kehrte nach Deutschland zurück und gründete am 3. Oktober 1933 in Berlin-Johannisthal die Bücker Flugzeugbau GmbH. Chefkonstrukteur Anders J. Anderson, der Bücker von Svenska nach Deutschland gefolgt war, konstruierte in dieser Zeit die Bü 131 Jungmann, die zwar international ein Verkaufsschlager wurde, aber beim Reichsluftfahrtministerium (RLM) zunächst auf wenig Gegenliebe stieß. Erst Bückers internationale Erfolge brachten das Amt dazu, auch dieses Flugzeug für die Flugzeugführerschulung der Luftwaffe einzusetzen. Ähnliches gilt auch für das zweite Erfolgsmuster, die Bü 133 Jungmeister. Flugzeuge beider Typen fliegen noch heute.

### Zurück in Deutschland
Ab 1935 wurde Bückers Unternehmen zunehmend in die Rüstungsproduktion eingebunden. Zunächst musste er 85 Stück des Konkurrenzmusters Focke-Wulf Fw 44 bauen und die Wartung und Reparatur von Nahaufklärern He 46 übernehmen. Später kam noch die Produktion von DFS-230-Lastenseglern und von Teilen für das Sturzkampfflugzeug Ju 87 sowie den Jäger Bf 109 hinzu.
1939 erzielte Bücker mit der Bü 181 Bestmann noch einmal einen großen Erfolg. Das Flugzeug wurde zum Standardschul- und Übungsflugzeug der Luftwaffe.
Im April 1945 setzte sich Bücker kurz vor Ankunft der Roten Armee nach Hamburg ab und siedelte später nach Bonn über, wo er einige Zeit Vertreter von Saab in Deutschland wurde. Sein Versuch, das inzwischen von seinem Freund Anderson bei Saab konstruierte Flugzeug Safir bei der neu entstehenden Luftwaffe der Bundeswehr einzuführen, scheiterte. Nur die Deutsche Lufthansa kaufte zwei Stück für die Anfangsschulung ihrer Piloten. Zusammen mit der Firma Josef Bitz in Augsburg versuchte er dann Ende der fünfziger Jahre, noch einmal eine kleine Serie seiner beiden Erfolgsflugzeuge Jungmann und Jungmeister aufzulegen, doch auch dieser Plan schlug fehl.
1965 starb seine Frau Hermine, geborene Jungbeck. Die folgenden Jahre bis zu seinem Tod verbrachte Bücker in einem Seniorenheim in Mölln-Lauenberg. Er starb am 3. März 1976 und wurde nach Koblenz überführt, um dort, seinem Wunsche entsprechend, auf dem Hauptfriedhof beigesetzt zu werden.